# Cioca-Boca
Cioca-Boca – wieś w Rumunii, w okręgu Jassy, w gminie Șcheia. W 2011 roku liczyła 509 mieszkańców.